# Relè di Buchholz

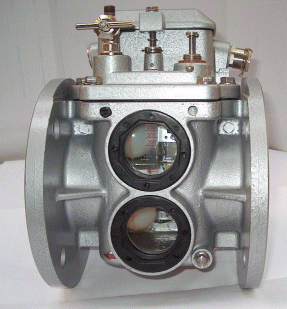
Relè di Buchholz

Il Relè di Buchholz è una protezione per trasformatori isolati in olio che interviene quando all'interno del trasformatore si ha uno sviluppo anomalo di gas che solitamente è indice di un guasto grave.

## Installazione
Il relè di Buchholz viene installato su un tratto quasi orizzontale della tubazione che collega il cassone del trasformatore con il conservatore dell'olio.

## Costruzione e funzionamento

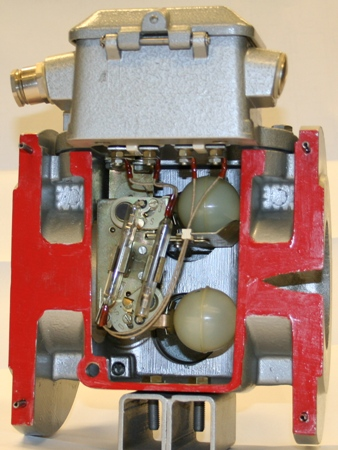
Interno di un relè di Buchholz, sono chiaramente visibili i due galleggianti sferici

Il relè si compone di una camera, posta al di sopra dell'asse della tubazione e in collegamento con la stessa. Al suo interno sono posti solitamente due galleggianti, uno all'interno della camera e l'altro sull'asse della tubazione, che fanno intervenire le relative segnalazioni elettriche. Normalmente la camera è piena d'olio, ma se all'interno del trasformatore dovessero formarsi dei gas, ad esempio per microscariche tra gli avvolgimenti, questi tenderanno a salire e fluire verso il conservatore. Arrivati all'interno del Buchholz andranno ad accumularsi nella camera, facendo abbassare il livello dell'olio contenuto e azionando uno o più galleggianti.

## Guasti rilevati

### Guasto lieve
Lento accumulo di gas nella camera, rilevato dall'intervento del galleggiante superiore, può essere indice di un problema degenerativo del trasformatore; in questo caso la segnalazione fornita dal dispositivo costituisce un allarme che non provoca l'immediata interruzione del servizio del trasformatore. I gas intrappolati all'interno del dispositivo possono essere prelevati, attraverso un'apposita valvola, per effettuare analisi chimiche con lo scopo di identificare le cause del problema.

### Guasto grave
Un anomalo flusso d'olio tra il cassone e il conservatore oppure un eccessivo accumulo di gas all'interno della camera del dispositivo possono essere dovuti a un guasto grave a elevata energia come, ad esempio, una scarica elettrica. Queste situazioni, rilevate dal galleggiante inferiore oppure dal sensore di flusso, provocano un segnale di guasto e il conseguente distacco immediato del trasformatore dal servizio.

### Lettura guasti
L'osservazione dei gas disciolti nell'olio tramite le spie in vetro, a impianto fuori servizio e messo in sicurezza, permette approssimativamente di stabilire l'origine dei medesimi, nonché la gravità dell'evento che li ha generati. Il significato delle bollicine di gas è il seguente:
- colore bianco-perlaceo indica deterioramento dell'isolante in carta, cotone e seta;
- colore da giallo a ocra indica deterioramento dell'isolante in cartone o (in trasformatori molto vecchi) in legno;
- colore grigio più o meno scuro indica deterioramento delle armature (lamierini) del trasformatore o dell'involucro;
- fioccature nere più o meno intense presenti nelle bollicine e/o disciolte nell'olio indicano scariche elettriche o archi voltaici, ossia bruciature dell'olio più o meno gravi.

In realtà la diagnosi del guasto avviene in laboratorio analisi chimiche, con un gascromatografo che identifica i gas disciolti nel fluido dielettrico dopo l'anomalia, prelevando i gas che si sono fermati nel Buchholz, dopo aver rilevato l'allarme o scatto. La presenza di specifici gas permette, in parallelo con le misure elettriche di sala prove, di identificare l'entità e la tipologia del guasto.